# Petr Tatíček
Petr Tatíček (* 22. September 1983 in Rakovník, Tschechoslowakei) ist ein deutsch-tschechischer Eishockeyspieler, der zuletzt beim ERC Ingolstadt in der Deutschen Eishockey Liga unter Vertrag stand.

## Karriere
Petr Tatíček begann seine Spielerlaufbahn beim tschechischen Erstligisten Poldi Kladno, wo sein Vater, Petr Tatíček senior, als Assistenztrainer arbeitete. Petr Tatíček junior spielte Ende der 1990er Jahre in der U18- bzw. U20-Juniorenmannschaft des Vereins, bevor er in der Spielzeit 1999/2000 sein Debüt in der tschechischen Extraliga gab. Im Sommer 2001 wechselte er nach Nordamerika zu den Sault Ste. Marie Greyhounds aus der Ontario Hockey League, um seine Chancen auf eine frühe Draft-Platzierung zu verbessern. Aufgrund der gezeigten spielerischen Leistungen (mehr als ein Scorerpunkt pro Spiel in der Saison 2001/02) wurde er in der ersten Runde des NHL Entry Draft 2002 an neunter Stelle von den Florida Panthers ausgewählt. Er blieb aber noch ein Jahr in der OHL, bevor er zwischen 2003 und 2006 bei verschiedenen Farmteams der Panthers spielte. In der Saison 2005/06 debütierte er in der National Hockey League bei den Panthers, wurde aber nach drei NHL-Partien wieder zurück zu den Houston Aeros geschickt. Später wechselten die NHL-Rechte an Petr Tatíček den Besitzer, so dass er die Spielzeit bei den Wilkes-Barre/Scranton Penguins zu Ende spielte.
Über die Hershey Bears und seinen Heimatverein HC Kladno kam er im Dezember 2006 zum HC Davos, wo er bis 2013 spielte. 2007, 2009 und 2011 wurde er mit Davos Schweizer Meister.
Zu Beginn der Saison 2013/14 stand er beim HC Lev Prag in der Kontinentalen Hockey-Liga unter Vertrag, kam dort aber nur sporadisch zum Einsatz und wechselte daher im Januar 2014 zurück zum HC Davos. Ab der Saison 2014/15 spielte er beim ERC Ingolstadt. Er verlängerte seinen Vertrag beim ERC vorzeitig bis 2018. Nach der Saison 2019/20 erhielt er keinen neuen Vertrag beim ERC und verließ den Klub.

## Erfolge und Auszeichnungen
- 2002 CHL Top Prospects Game
- 2007 Schweizer Meister mit dem HC Davos
- 2009 Schweizer Meister mit dem HC Davos
- 2011 Schweizer Meister mit dem HC Davos

## Karrierestatistik

### International
(Legende zur Spielerstatistik: Sp oder GP = absolvierte Spiele; T oder G = erzielte Tore; V oder A = erzielte Assists; Pkt oder Pts = erzielte Scorerpunkte; SM oder PIM = erhaltene Strafminuten; +/− = Plus/Minus-Bilanz; PP = erzielte Überzahltore; SH = erzielte Unterzahltore; GW = erzielte Siegtore; 1 Play-downs/Relegation; Kursiv: Statistik nicht vollständig)